# Stephanoaetus
Stephanoaetus es un género de grandes aves de presa pertenecientes a la familia Accipitridae, conocidas como águilas coronadas, del África subsahariana y Madagascar. Solo una de las dos especies conocidas permanece hasta la actualidad.

## Especies
- Águila coronada (Stephanoaetus coronatus).
- Águila coronada malgache o águila azor de Madagascar (Stephanoaetus mahery; extinta).[1]